# Красный Восток (Нижегородская область)
Кра́сный Восто́к — посёлок в Воротынском районе Нижегородской области. Входит в состав Огнёв-Майданского сельсовета.

## География
Посёлок находится на берегу реки Огнёвка, на расстоянии 1,5 км к северу от федеральной автотрассы «Волга» и 5 км к востоку от рабочего посёлка Воротынец, административного центра района.

### Часовой пояс
Посёлок Красный Восток, как и вся Нижегородская область, находится в часовой зоне МСК (московское время). Смещение применяемого времени относительно UTC составляет +3:00.

## Население
| 2002 | 2010 |
| ---- | ---- |
| 55   | ↗63  |

## Улицы
В посёлке имеется одна улица — Красный Восток.